# Literatura indígena
A Literatura indígena, também conhecida como Literatura ameríndia, compreende a produção literária dos povos ameríndios no período pré-colonial e posterior, em línguas indígenas ou em línguas estrangeiras - principalmente, mas não exclusivamente, em línguas europeias, como o castelhano, o português e o inglês. No período anterior à colonização, sua expressão se deu de forma predominantemente oral.
A literatura elaborada pelos povos indígenas da América foi frequentemente abordada pela antropologia e pelo ponto de vista do folclore, enquanto que sua dimensão estética subestimada, raramente estudada em associação com a teoria literária.

## História

### Período pré-colonial
A literatura ameríndia pré-colonial distingue-se em formas escritas e orais. Enquanto que a segunda encontra-se bem estabelecida em várias formas de transmissão e registros posteriores, a possibilidade de uma literatura pré-colonial escrita é discutida, dado a ausência de um sistema de escrita fonética nesse período. Porém, algumas pesquisadores adotam definições inclusivas de escritas, que compreendem inscrições visuais convencionais, que existiam na América pré-colonial sob formas de registros numéricos, hieroglíficos e mnemônicos.
Em culturas mesoamericanas são encontrados uma diversidade de formas gráficas. Os náuatles, por exemplos, possuiam pictogramas, caractéres quase fonéticos e ideogramas. A escrita maia, por outro lado, é formada por glifos complexos, até hoje apenas parcialmente decifrados. Os códices mesoamericanos, quase que inteiramente destruidos durante a invasão espanhola, oferecem exemplos de ricos conjuntos de inscrições destinados a servir de guia em lições orais, contendo narrativas mitológicas e históricas que dividem-se entre a literatura e as artes visuais.
1. ↑  Thiél 2012, p. 32.
2. ↑  Lacerda 2016, p. 13.
3. 1 2  Gómez Sánchez 2017, p. 3.